# Pronto... Lucia
Pronto... Lucia è un film del 1982 diretto da Ciro Ippolito.

## Trama
Tonino, fidanzato di Lucia, emigra in Austria per lavorare in miniera ma in un incidente perde la memoria. Helga, una ragazza madre austriaca, ne approfitta e lo fa passare per suo marito. Lucia, disperata, accetta di sposare l'antipatico ma ricco don Alfredo. In un secondo incidente Tonino riacquista la memoria e torna a Napoli per trovare la sua amata Lucia.